# エマオの晩餐 (ポントルモ)

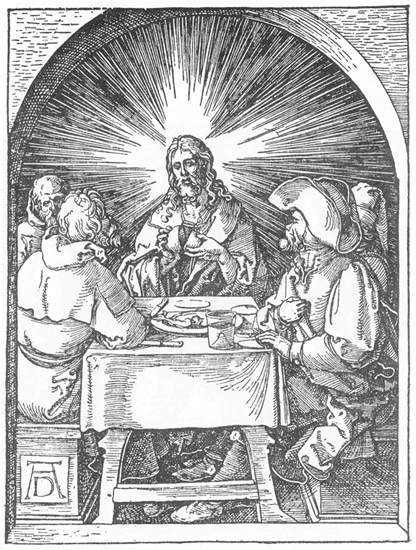
デューラー、エマオの晩餐、1511年

『エマオの晩餐』 (エマオのばんさん、伊: Cena in Emmaus) は、ヤコポ・ダ・ポントルモによる1525年の油彩画で、現在フィレンツェのウフィツィ美術館にある。この作品は、ポントルモによって署名され、日付が付けられた最小の作品の1つであり、日付は前景の落ちている巻物にある。
この作品のキアロスクーロ、高い光源、リアリズム、そして構図は、カラヴァッジョ、ディエゴ・ベラスケス、フランシスコ・デ・スルバランの重要な前例であることが証明された。

## 歴史
もともとは、修道院長のレオナルド・ブオナフェーデから、フィレンツェ近くの修道院の施設のために委嘱された。飾られる場所は来客を歓迎し、食事を与えることを目的としていたため晩餐が主題となっている。 2年前から、画家は、そこに疫病から避難していた。ウフィツィ美術館の版画素描室（n。6656Frev）、大英博物館（1936-10-10-10）、ミュンヘン国立版画素描美術館（nn。14043rev、14042 rev）には、いくつかの準備素描が残っている。 ヴァザーリは『画家・彫刻家・建築家列伝』のなかで、ポントルモ作のこの絵画と、同じくポントルモ作のチェルトーザにある回廊のフレスコ画の「ドイツ様式」（ポントルモの絵画より少し早い）に賞賛を表明している。

## 分析

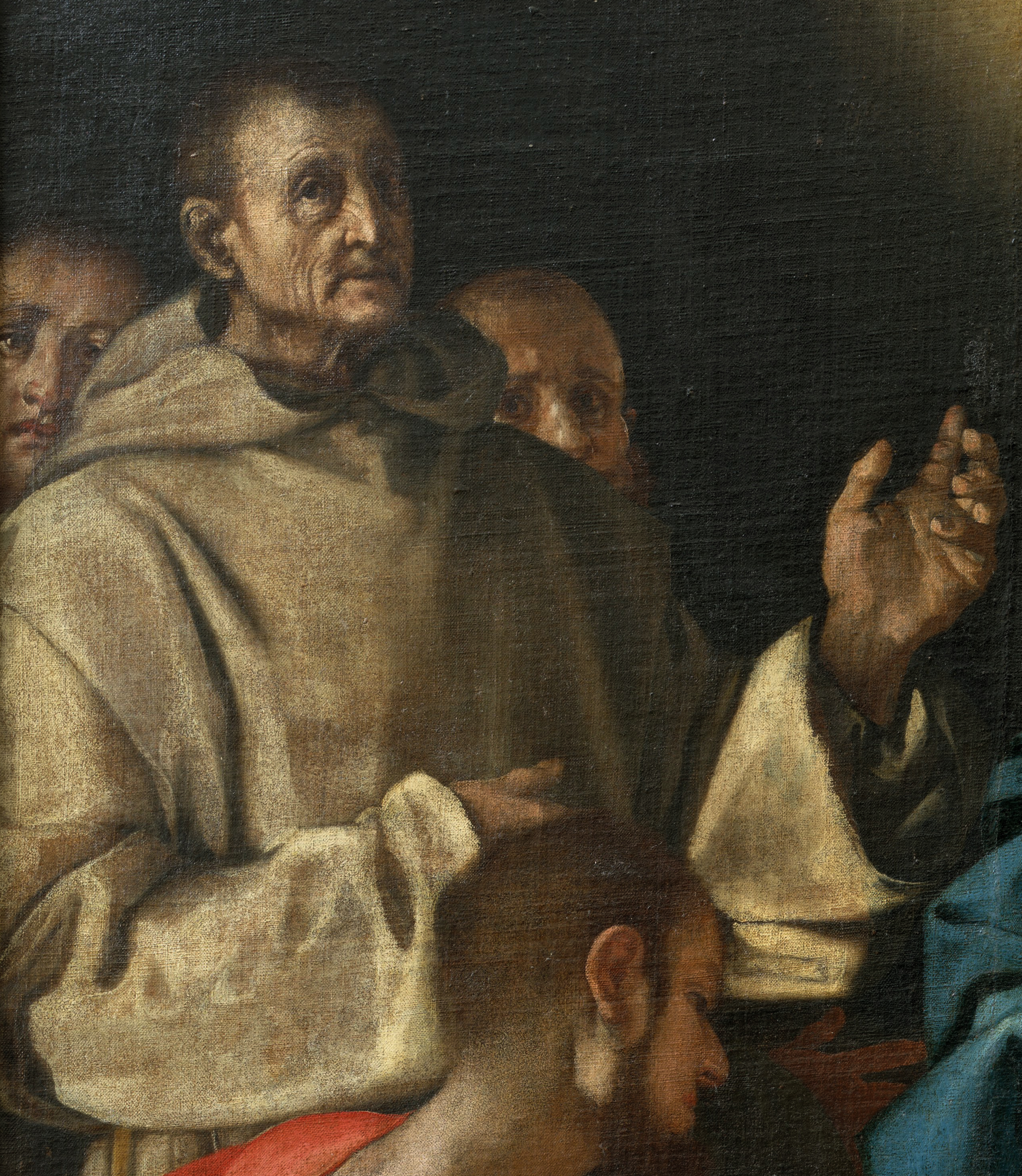
レオナルド・ブオナフェーデ

構図は、特にキリストのポーズ、大きな三角帽子（トリコーン）をかぶった右の弟子クレオパが描かれているなど、アルブレヒト・デューラーの1511年の『小受難シリーズ』中の版画に基づいている。どちらの作品も、キリストがパンを祝福していることを表している。ルカによる福音書によれば、弟子たちから姿を消す前の最後の行為である。  上部には三角形の目（プロビデンスの目）があり、聖三位一体と復活したキリストの神性をほのめかしている。エンポリによる、いまだにチェルト―ザにあるポントルモの作品のコピーにも三角形の目が登場しているため、対抗宗教改革によって禁止されたシンボルである三位一体の三面のシンボルを隠すために、エンポリの元の作品に追加されたと考えられている。 ヴァザーリによると、背景には作品が制作された当時のチェルトーザの僧侶5人の肖像画が描かれている。これには、（左端の）ブオナフェーデ自身が含まれ、左手を上げてキリストのジェスチャーを反映している。  ブオナフェーデはまた、現在ウフィツィ美術館の同じ部屋にあるロッソ・フィオレンティーノの『スペダリンゴ祭壇画』にも表されている。
左下に犬と猫2匹、輝く金属板、リネンのテーブルクロス、透明なガラス瓶など、日常の細部を表現するリアリズムは、同じ時代の北方の美術に多くを負っている。高い光源はまた、昇天と真実のランプの 、色の色調と扱いはポントルモに典型的なものである。